# Nötvivel
Nötvivel eller Nötborrare (Curculio nucum, äldre latinskt namn Balanius nucum) är en skalbaggsart som beskrevs av Carl von Linné 1758. Nötvivel ingår i släktet Curculio, och familjen vivlar. Arten är reproducerande i Sverige.
Nötviveln är 6–8 millimeter lång grågul och utmärkt genom sitt långa, trådfina och bågböjda snyte, som hos honan är lika långt som kroppen, hos hanen något mindre. Kroppen är kort och bred, starkt avsmalnande bakom de utstående skuldorrna, och med starkt kullrig undersida. Hela kroppen är tätt beklädd med grågula, tilltryckat hårfäll, som här och där på täckvingarna bildar ljusare fläckar. Larven, kallad nötmask är smutsvit, tjock och fotlös. 
Arten är utbredd över hela södra Sverige, så långt som hasseln växer. Honan lägger sina ägg i ännu omogna hasselnötter, ett i varje, och larven äter sig genom det mjuka skalet in i nötkärnan. På hösten är larverna fullvuxna och borrar då ett runt hål genom det hårda nötskalet och kryper ner i jorden där de övervintrar, för att följande vår förpuppa sig.